# Dioscorea schunkei
Dioscorea schunkei là một loài thực vật có hoa trong họ Dioscoreaceae. Loài này được Ayala & T.Clayton mô tả khoa học đầu tiên năm 1981.